# Juan Pablo Sorín
Juan Pablo Sorín, argentinski nogometaš, * 5. maj 1976, Buenos Aires.
Sorín je nazadnje igral za Cruzeiro v argentinski ligi in bil kapetan argentinske nogometne reprezentance.
Predhodno je igral za: Argentinos Juniors (1994-95), Juventus (1995-96), River Plate (1996-99), Cruzeiro (2000-01 in 2004), Lazio (2002), Barcelona (2003) in Paris Saint-Germain (2003-04).